# Ustersbach
Ustersbach es un municipio en Alemania. Está situada en el distrito de Augsburgo en la región administrativa de Suabia en el Estado libre de Baviera.

## Geografía

### Situación geográfica
Ustersbach está ubicado en el corazón del parque natural "Augsburg Westliche Wälder".

### Municipios vecinos
Los municipios vecinos son Kutzenhausen, Fischach y Dinkelscherben.

### Estructura del municipio
El municipio se divide en cuatro partes:
- Ustersbach
- Mödishofen
- Osterkühbach
- Baschenegg

## Historia
El pueblo se fundó en el siglo XI. En los documentos se hizo mención la primera vez en 1277 como 
Usterspach. Las propiedades del pueblo pertenecían a la nobleza y a la Iglesia de Augsburgo en concreto a las órdenes religiosas de Santa Cruz, Santo Moritz y Santa Catalina.

## Política

### Consejo municipal
El consejo municipal tiene 12 miembros:
- CSU 8 escaños
- Freie Wähler 4 escaños

(actualizacíon: marzo de 2008)

### Alcalde
Dr. Maximilian Stumböck (CSU/FW) es alcalde de Ustersbach desde 2002.

### Escudo
El municipio tiene escudo desde 1960. El escudo se divide en dos partes, en la parte superior con
fondo azul y en la parte inferior con fondo color plata. Sobre el fondo azul está situado un ciervo saltando de color dorado, en la parte inferior un bastón rojo de Obispo.

## Cultura y sitios de interés

### Religión
El municipio pertenece a la parroquia de Santo Fridolin excepto la aldea de Osterkühbach. Este patronato de Santo Fridolin es el único en el obispado de Augsburgo.

### Monumentos
El monumento  más antiguo de Ustersbach es el monumento a la penitencia. Se construyó en 1408 y es de mármol rojo. Conmemora el asesinato de un caballero
de Schellenbach.

### Deporte
Existe un club deportivo que se llama TSV Ustersbach.